# Sveriges damlandskamper i fotboll 2014
Sveriges damlandskamper i fotboll 2014, säsongen bestod bland annat av Algarve Cup, kvalmatcher inför världsmästerskapet i fotboll för damer 2015, och ett antal träningsmatcher. Sverige kvalificerade sig för Fotbolls-VM 2015 genom att vinna sin kvalgrupp.

## Matcher
|       | 8 februari | Frankrike                                                        | 3–0           | Sverige | Stade de la Licorne                                                    |                                                                        |
| 20:50 | 20:50      | 1–0 Gaëtane Thiney 14′ 2-0 Louisa Necib 48′ 3-0 Louisa Necib 82′ | (1–0) Rapport |         | Amiens, Frankrike Publik: 8 377 Domare: Graziella Pirriatore (Italien) | Amiens, Frankrike Publik: 8 377 Domare: Graziella Pirriatore (Italien) |
| 20:50 | 20:50      |                                                                  |               |         | Amiens, Frankrike Publik: 8 377 Domare: Graziella Pirriatore (Italien) | Amiens, Frankrike Publik: 8 377 Domare: Graziella Pirriatore (Italien) |
| 20:50 | 20:50      |                                                                  |               |         | Amiens, Frankrike Publik: 8 377 Domare: Graziella Pirriatore (Italien) | Amiens, Frankrike Publik: 8 377 Domare: Graziella Pirriatore (Italien) |

|                         | 5 mars                  | Sverige                                           | 2–0           | Danmark | Estádio Municipal                                     |                                                       |
| 19:00 (18:00 lokal tid) | 19:00 (18:00 lokal tid) | 1–0 Kosovare Asllani 15′ 2-0 Charlotte Rohlin 18′ | (2–0) Rapport |         | Albufeira, Portugal Domare: Casey Rebelt (Australien) | Albufeira, Portugal Domare: Casey Rebelt (Australien) |
| 19:00 (18:00 lokal tid) | 19:00 (18:00 lokal tid) |                                                   |               |         | Albufeira, Portugal Domare: Casey Rebelt (Australien) | Albufeira, Portugal Domare: Casey Rebelt (Australien) |
| 19:00 (18:00 lokal tid) | 19:00 (18:00 lokal tid) |                                                   |               |         | Albufeira, Portugal Domare: Casey Rebelt (Australien) | Albufeira, Portugal Domare: Casey Rebelt (Australien) |

|                         | 7 mars                  | Sverige               | 1–0           | USA | Estádio Municipal                                              |                                                                |
| 14:30 (13:30 lokal tid) | 14:30 (13:30 lokal tid) | 1–0 Lotta Schelin 24′ | (1–0) Rapport |     | Albufeira, Portugal Domare: Yeimi Martinez Valverde (Colombia) | Albufeira, Portugal Domare: Yeimi Martinez Valverde (Colombia) |
| 14:30 (13:30 lokal tid) | 14:30 (13:30 lokal tid) |                       |               |     | Albufeira, Portugal Domare: Yeimi Martinez Valverde (Colombia) | Albufeira, Portugal Domare: Yeimi Martinez Valverde (Colombia) |
| 14:30 (13:30 lokal tid) | 14:30 (13:30 lokal tid) |                       |               |     | Albufeira, Portugal Domare: Yeimi Martinez Valverde (Colombia) | Albufeira, Portugal Domare: Yeimi Martinez Valverde (Colombia) |

|                         | 10 mars                 | Japan                                        | 2–1           | Sverige                | Estádio Algarve                                 |                                                 |
| 15:40 (14:40 lokal tid) | 15:40 (14:40 lokal tid) | 1–1 Yūki Ōgimi 48′ 2–1 Aya Miyama 89′ (str.) | (0–1) Rapport | 0–1 Linda Sembrant 42′ | Faro, Portugal Domare: Teodora Albon (Rumänien) | Faro, Portugal Domare: Teodora Albon (Rumänien) |
| 15:40 (14:40 lokal tid) | 15:40 (14:40 lokal tid) |                                              |               |                        | Faro, Portugal Domare: Teodora Albon (Rumänien) | Faro, Portugal Domare: Teodora Albon (Rumänien) |
| 15:40 (14:40 lokal tid) | 15:40 (14:40 lokal tid) |                                              |               |                        | Faro, Portugal Domare: Teodora Albon (Rumänien) | Faro, Portugal Domare: Teodora Albon (Rumänien) |

|                         | 13 mars                 | Island                                                          | 2–1           | Sverige                   | Estádio Municipal                                 |                                                   |
| 12:00 (11:00 lokal tid) | 12:00 (11:00 lokal tid) | 1–0 Sara Björk Gunnarsdóttir 28′ 2-0 Harpa Thorsteinsdottir 31′ | (2–0) Rapport | 2-1 Antonia Göransson 90′ | Lagos, Portugal Domare: Casey Rebelt (Australien) | Lagos, Portugal Domare: Casey Rebelt (Australien) |
| 12:00 (11:00 lokal tid) | 12:00 (11:00 lokal tid) |                                                                 |               |                           | Lagos, Portugal Domare: Casey Rebelt (Australien) | Lagos, Portugal Domare: Casey Rebelt (Australien) |
| 12:00 (11:00 lokal tid) | 12:00 (11:00 lokal tid) |                                                                 |               |                           | Lagos, Portugal Domare: Casey Rebelt (Australien) | Lagos, Portugal Domare: Casey Rebelt (Australien) |

|                         | 5 april                 | Nordirland | 0–4           | Sverige                                                                              | Shamrock Park                                                   |                                                                 |
| 20:30 (19:30 lokal tid) | 20:30 (19:30 lokal tid) |            | (0–2) Rapport | 0–1 Kosovare Asllani 8′ 0–2 Lotta Schelin 18′ 0–3 Emma Lund 84′ 0–4 Lina Nilsson 87′ | Portadown, Nordirland Publik: 470 Domare: Gyöngyi Gaál (Ungern) | Portadown, Nordirland Publik: 470 Domare: Gyöngyi Gaál (Ungern) |
| 20:30 (19:30 lokal tid) | 20:30 (19:30 lokal tid) |            |               |                                                                                      | Portadown, Nordirland Publik: 470 Domare: Gyöngyi Gaál (Ungern) | Portadown, Nordirland Publik: 470 Domare: Gyöngyi Gaál (Ungern) |
| 20:30 (19:30 lokal tid) | 20:30 (19:30 lokal tid) |            |               |                                                                                      | Portadown, Nordirland Publik: 470 Domare: Gyöngyi Gaál (Ungern) | Portadown, Nordirland Publik: 470 Domare: Gyöngyi Gaál (Ungern) |

|       | 8 maj | Sverige                                                             | 3–0           | Nordirland | Myresjöhus Arena                                                        |                                                                         |
| 18:30 | 18:30 | 1–0 Therese Sjögran 12′ 2–0 Caroline Seger 28′ 3–0 Lina Nilsson 74′ | (2–0) Rapport |            | Växjö, Sverige Publik: 4 655 Domare: Anastasija Pustovojtova (Ryssland) | Växjö, Sverige Publik: 4 655 Domare: Anastasija Pustovojtova (Ryssland) |
| 18:30 | 18:30 |                                                                     |               |            | Växjö, Sverige Publik: 4 655 Domare: Anastasija Pustovojtova (Ryssland) | Växjö, Sverige Publik: 4 655 Domare: Anastasija Pustovojtova (Ryssland) |
| 18:30 | 18:30 |                                                                     |               |            | Växjö, Sverige Publik: 4 655 Domare: Anastasija Pustovojtova (Ryssland) | Växjö, Sverige Publik: 4 655 Domare: Anastasija Pustovojtova (Ryssland) |

|                         | 14 juni                 | Skottland                 | 1–3           | Sverige                                                                  | Fir Park                                                   |                                                            |
| 18:00 (17:00 lokal tid) | 18:00 (17:00 lokal tid) | 1–1 Kim Little 19′ (str.) | (1–2) Rapport | 0–1 Caroline Seger 13′ 1–2 Kosovare Asllani 27′ 1–3 Kosovare Asllani 51′ | Motherwell, Skottland Domare: Bibiana Steinhaus (Tyskland) | Motherwell, Skottland Domare: Bibiana Steinhaus (Tyskland) |
| 18:00 (17:00 lokal tid) | 18:00 (17:00 lokal tid) |                           |               |                                                                          | Motherwell, Skottland Domare: Bibiana Steinhaus (Tyskland) | Motherwell, Skottland Domare: Bibiana Steinhaus (Tyskland) |
| 18:00 (17:00 lokal tid) | 18:00 (17:00 lokal tid) |                           |               |                                                                          | Motherwell, Skottland Domare: Bibiana Steinhaus (Tyskland) | Motherwell, Skottland Domare: Bibiana Steinhaus (Tyskland) |

|                         | 19 juni                 | Färöarna | 0–5           | Sverige | Tórsvöllur                                           |                                                      |
| 19:00 (18:00 lokal tid) | 19:00 (18:00 lokal tid) |          | (0–3) Rapport | 0–1 Caroline Seger 11′ 0–2 Olivia Schough 19′ 0–3 Lotta Schelin 35′ 0–4 Lotta Schelin 50′ 0–5 Emma Lund 84′ | Tórshavn, Färöarna Domare: Sofia Karagiorgi (Cypern) | Tórshavn, Färöarna Domare: Sofia Karagiorgi (Cypern) |
| 19:00 (18:00 lokal tid) | 19:00 (18:00 lokal tid) |          |               | | Tórshavn, Färöarna Domare: Sofia Karagiorgi (Cypern) | Tórshavn, Färöarna Domare: Sofia Karagiorgi (Cypern) |
| 19:00 (18:00 lokal tid) | 19:00 (18:00 lokal tid) |          |               | | Tórshavn, Färöarna Domare: Sofia Karagiorgi (Cypern) | Tórshavn, Färöarna Domare: Sofia Karagiorgi (Cypern) |

|                         | 3 augusti               | England                                                                               | 4–0           | Sverige | Victoria Park                                                       |                                                                     |
| 15:00 (14:00 lokal tid) | 15:00 (14:00 lokal tid) | 1–0 Karen Carney 34′ 2–0 Fran Kirby 53′ 3–0 Lianne Sanderson 68′ 4-0 Karen Carney 81′ | (1–0) Rapport |         | Hartlepool, England Publik: 4 547 Domare: Sjoukje De Jong (Holland) | Hartlepool, England Publik: 4 547 Domare: Sjoukje De Jong (Holland) |
| 15:00 (14:00 lokal tid) | 15:00 (14:00 lokal tid) |                                                                                       |               |         | Hartlepool, England Publik: 4 547 Domare: Sjoukje De Jong (Holland) | Hartlepool, England Publik: 4 547 Domare: Sjoukje De Jong (Holland) |
| 15:00 (14:00 lokal tid) | 15:00 (14:00 lokal tid) |                                                                                       |               |         | Hartlepool, England Publik: 4 547 Domare: Sjoukje De Jong (Holland) | Hartlepool, England Publik: 4 547 Domare: Sjoukje De Jong (Holland) |

|       | 21 augusti | Polen | 0–4           | Sverige                                                                                    | Stadion Miejski im. Kazimierza Deyny                                          |                                                                               |
| 17:00 | 17:00      |       | (0–1) Rapport | 0–1 Lotta Schelin 8′ 0–2 Kosovare Asllani 56′ 0–3 Lotta Schelin 71′ 0–4 Linda Sembrant 89′ | Starogard Gdański, Polen Publik: 1 500 Domare: Stéphanie Frappart (Frankrike) | Starogard Gdański, Polen Publik: 1 500 Domare: Stéphanie Frappart (Frankrike) |
| 17:00 | 17:00      |       |               |                                                                                            | Starogard Gdański, Polen Publik: 1 500 Domare: Stéphanie Frappart (Frankrike) | Starogard Gdański, Polen Publik: 1 500 Domare: Stéphanie Frappart (Frankrike) |
| 17:00 | 17:00      |       |               |                                                                                            | Starogard Gdański, Polen Publik: 1 500 Domare: Stéphanie Frappart (Frankrike) | Starogard Gdański, Polen Publik: 1 500 Domare: Stéphanie Frappart (Frankrike) |

|       | 13 september | Sverige                                                           | 3–0           | Bosnien och Hercegovina | Gamla Ullevi                                                        |                                                                     |
| 15:30 | 15:30        | 1–0 Lina Nilsson 5′ 2–0 Lotta Schelin 45+2′ 3–0 Lotta Schelin 73′ | (2–0) Rapport |                         | Göteborg, Sverige Publik: 6 664 Domare: Zuzana Kovácová (Slovakien) | Göteborg, Sverige Publik: 6 664 Domare: Zuzana Kovácová (Slovakien) |
| 15:30 | 15:30        |                                                                   |               |                         | Göteborg, Sverige Publik: 6 664 Domare: Zuzana Kovácová (Slovakien) | Göteborg, Sverige Publik: 6 664 Domare: Zuzana Kovácová (Slovakien) |
| 15:30 | 15:30        |                                                                   |               |                         | Göteborg, Sverige Publik: 6 664 Domare: Zuzana Kovácová (Slovakien) | Göteborg, Sverige Publik: 6 664 Domare: Zuzana Kovácová (Slovakien) |

|       | 17 september | Sverige                                      | 2–0           | Skottland | Gamla Ullevi                                                     |                                                                  |
| 18:00 | 18:00        | 1–0 Therese Sjögran 7′ 2–0 Lotta Schelin 76′ | (1–0) Rapport |           | Göteborg, Sverige Publik: 9 104 Domare: Teodora Alban (Rumänien) | Göteborg, Sverige Publik: 9 104 Domare: Teodora Alban (Rumänien) |
| 18:00 | 18:00        |                                              |               |           | Göteborg, Sverige Publik: 9 104 Domare: Teodora Alban (Rumänien) | Göteborg, Sverige Publik: 9 104 Domare: Teodora Alban (Rumänien) |
| 18:00 | 18:00        |                                              |               |           | Göteborg, Sverige Publik: 9 104 Domare: Teodora Alban (Rumänien) | Göteborg, Sverige Publik: 9 104 Domare: Teodora Alban (Rumänien) |

|       | 29 oktober | Sverige               | 1–2           | Tyskland                                          | Behrn Arena                                              |                                                          |
| 18:00 | 18:00      | 1–0 Lotta Schelin 68′ | (0–0) Rapport | 1–1 Dzsenifer Marozsan 76′ 1–2 Alexandra Popp 79′ | Örebro, Sverige Publik: 6 823 Domare: Marte Sørø (Norge) | Örebro, Sverige Publik: 6 823 Domare: Marte Sørø (Norge) |
| 18:00 | 18:00      |                       |               |                                                   | Örebro, Sverige Publik: 6 823 Domare: Marte Sørø (Norge) | Örebro, Sverige Publik: 6 823 Domare: Marte Sørø (Norge) |
| 18:00 | 18:00      |                       |               |                                                   | Örebro, Sverige Publik: 6 823 Domare: Marte Sørø (Norge) | Örebro, Sverige Publik: 6 823 Domare: Marte Sørø (Norge) |

|                         | 24 november             | Sverige | 0–1           | Kanada                  | Loyola Marymount University                   |                                               |
| 23:00 (14:00 lokal tid) | 23:00 (14:00 lokal tid) |         | (0–1) Rapport | 0–1 Jonelle Filigno 44′ | Los Angeles, USA Domare: Katja Koroleva (USA) | Los Angeles, USA Domare: Katja Koroleva (USA) |
| 23:00 (14:00 lokal tid) | 23:00 (14:00 lokal tid) |         |               |                         | Los Angeles, USA Domare: Katja Koroleva (USA) | Los Angeles, USA Domare: Katja Koroleva (USA) |
| 23:00 (14:00 lokal tid) | 23:00 (14:00 lokal tid) |         |               |                         | Los Angeles, USA Domare: Katja Koroleva (USA) | Los Angeles, USA Domare: Katja Koroleva (USA) |

|                         | 26 november             | Sverige                | 1–1           | Kanada                     | UCLA                                             |                                                  |
| 23:00 (14:00 lokal tid) | 23:00 (14:00 lokal tid) | 1-0 Linda Sembrant 57′ | (0–1) Rapport | 1–1 Christine Sinclair 73′ | Los Angeles, USA Domare: Sheena Dickson (Kanada) | Los Angeles, USA Domare: Sheena Dickson (Kanada) |
| 23:00 (14:00 lokal tid) | 23:00 (14:00 lokal tid) |                        |               |                            | Los Angeles, USA Domare: Sheena Dickson (Kanada) | Los Angeles, USA Domare: Sheena Dickson (Kanada) |
| 23:00 (14:00 lokal tid) | 23:00 (14:00 lokal tid) |                        |               |                            | Los Angeles, USA Domare: Sheena Dickson (Kanada) | Los Angeles, USA Domare: Sheena Dickson (Kanada) |

## Sveriges målgörare 2014
| 10 mål - Lotta Schelin | 5 mål - Kosovare Asllani | 3 mål - Lina Nilsson - Linda Sembrant | 2 mål - Emma Lund - Caroline Seger - Therese Sjögran | 1 mål - Antonia Göransson - Charlotte Rohlin - Olivia Schough |